# Carezze di velluto
Carezze di velluto (Tipping the velvet) è il romanzo di debutto di Sarah Waters del 1998. Il libro è stato finalista al Booker Prize.
Dal romanzo è stata tratta la miniserie televisiva Tipping the velvet, trasmessa dalla BBC nel 2002.

## Ispirazione e pubblicazione
Quando Sarah Waters aveva 19 anni, entrò in uno studentato a Whitstable, nel Kent, condividendo un letto e poi innamorandosi di un'altra giovane donna con cui ha avuto una relazione durata sei anni. Nel 1995, Waters era al Queen Mary and Westfield College e stava scrivendo la sua tesi di dottorato sulla narrativa storica gay e lesbica dal 1870 in poi, quando si è interessata all'epoca vittoriana. Mentre studiava l'attivismo nel socialismo, il suffragio femminile e l'utopismo del periodo, fu ispirata a scrivere un'opera di narrativa. In particolare, Waters intendeva scrivere una storia che si concentrasse su un'ambientazione urbana, discostandosi dai precedenti libri a tema lesbico come Patience and Sarah di Isabel Miller, in cui due donne fuggono da una vita domestica opprimente per vivere insieme liberamente nei boschi. 
Waters è stata attratta dall'epoca vittoriana a causa della comprensione errata delle norme sociali del periodo. Lei stessa ha dichiarato di trovare l'epoca vittoriana un periodo affascinante perché piuttosto vicino a noi eppure in molti modi assolutamente strano: molte delle cose che si pensa di sapere su di esso sono stereotipi, o semplicemente pensieri sbagliati.
Waters ha proposto Carezze di velluto a dieci case editrici britanniche, ma dopo che tutte lo hanno rifiutato, ha iniziato a considerare le case editrici americane. Anche se fu subito presa in considerazione da un'agenzia letteraria, l'agente passò quasi un anno a cercare di vendere il libro ad un editore tradizionale. Quando Carezze di velluto fu accettato dalla Virago Press, una delle dieci che avevano precedentemente rifiutato il progetto, Waters aveva già iniziato a lavorare al suo secondo romanzo, Affinità.

## Trama
Nancy "Nan" Astley è una ragazza di 18 anni che vive con la sua famiglia e lavora nel loro ristorante di ostriche a Whitstable, Kent. Si innamora perdutamente di un'attrice di nome Kitty Butler che per una stagione si esibisce al teatro locale travestita da uomo. Le due ragazze presto stringono l'amicizia, e il loro rapporto si approfondisce quando Kitty chiede Nan di unirsi a lei e accompagnarla a Londra. Nan lascia la famiglia e parte alla volta di Londra insieme alla sua amica. Iniziano una storia d'amore che - sul suggerimento di Kitty - Nan mantiene in segreto. Allo stesso tempo, il suo manager Walter decide che Kitty ha bisogno di un partner per lo spettacolo per raggiungere il vero successo, e suggerisce Nan per il ruolo.
Nan, inizialmente titubante all'idea, accetta. La popolarità del duo femminile cresce quanto la nostalgia di casa di Nan che ha trascorso un anno senza mai vedere i suoi familiari, ma il suo ritorno si rivela deludente. Nan si affretta a Londra da Kitty che scopre a letto con Walter. Kitty pone fine alla loro relazione e annuncia che ha intenzione di sposare Walter.
Devastata e profondamente ferita dalla scoperta, Nan vaga per le strade di Londra senza meta finché non approda ad una pensione dove alloggia fino all'esaurimento dei soldi. Per guadagnarsi da vivere Nan decide di prostituirsi sempre travestita da uomo celando la verità alla sua clientela maschile. 
Durante il suo soggiorno alla pensione Nan incontra Florence un'attivista socialista che abita nel vicinato ma le due non hanno l'opportunità per conoscersi meglio perché Nan viene assunta da una ricca vedova con gusti perversi di nome Diana. Nan si gode un anno di vita apparentemente tranquilla nella casa della vedova finché si rende conto di essere solo un oggetto sessuale nelle mani di Diana e le sue amiche. Sullo sfondo di questo rammarico il rapporto tra le due donne si erode, e Diana caccia Nan di nuovo in strada. Lei è di nuovo costretta a vagare senza soldi per la città senza poter nemmeno tornare dalla sua famiglia, così decide di rintracciare Florence.
Il tempo lascia la sua impronta anche su Florence che Nan trova in preda alla malinconia e con un bambino. Nan rimane con Florence e suo fratello Ralph, svolgendo il ruolo di governante. Il soggiorno sotto lo stesso tetto permette alle due donne di avvicinarsi e Nan viene a conoscenza del dolore di Florence che ha perso la sua donna amata morta durante il parto. Nonostante l'amore incondizionato che nutriva Florence nei confronti della defunta il suo sentimento non è stato mai ricambiato.
Durante una serata trascorsa in locale per sole donne, Nan viene riconosciuta da una ammiratrice del suo talento. Questo incontro stupisce Florence e Nan si trova costretta a rivelare il suo passato all'amica. Florence ben presto si rende conto di essersi innamorata di Nan e le due si uniscono.
Facendo uso delle sue abilità teatrali, Nan assiste Ralph nella preparazione di un discorso ad un imminente raduno socialista. Alla manifestazione Nan sale sul palco per aiutare Ralph quando lui vacilla. Kitty è presente al raduno e chiede a Nan di tornare insieme affermando che Walter, ormai suo marito, avrebbe appoggiato la loro relazione. Rendendosi conto della vergogna che Kitty continua a provare, Nan capisce che l'unica persona che la ama e la rende felice è Florence. Nan allontana Kitty e raggiunge Florence.

## Elementi letterari

### Stile
I maggiori punti di forza letterari di Carezze di velluto, secondo i recensori e gli studiosi di letteratura, sono il vibrante ritratto dei quartieri e delle strade di Londra, e la capacità della Waters di creare personaggi empatici e realistici. Il suo uso della sinestesia nelle descrizioni lussureggianti ha particolarmente interessato Harriet Malinowitz in The Women's Review of Books. 
Sebbene la Waters sia nata nel Pembrokeshire, in Galles, si considera una scrittrice londinese a causa del suo intenso affetto per la città, dovuto in parte al suo trasferimento. In particolare, Waters si commuove camminando per Londra e vedendo i resti di molte epoche storiche. Il suo amore per la città è evidente a molti recensori. Nella Lesbian Review of Books, Donna Allegra evidenzia quanto sia intensa la capacità di Waters di evocare gli atteggiamenti e l'atmosfera dell'epoca proiettandoli sullo schermo della mente del lettore in modo da tale che sembra di essere in vacanza proprio in quei luoghi.
Donna Allegra e Christina Patterson in The Observer lodano Nan come un personaggio appassionato e accattivante. Patterson e Mel Steel su The Independent paragonano la sua intraprendenza a quella di Moll Flanders.

### Genere
Il percorso di Nan indica che Carezze di velluto possa essere associato al Bildungsroman, mentre i suoi viaggi per le strade di Londra evocano elementi di un romanzo picaresco. La studiosa Emily Jeremiah caratterizza la storia come un Bildungsroman: un'avventura coming-of-age ma che supera di gran lunga una semplice storia di coming-out. Stefania Ciocia in Literary London scrive che la trama ha elementi classici di una fiaba in quanto segue la crescita e la progressione del personaggio principale, e ha un finale morale che include un corso di eventi in cui Nan rinuncia a tre pretendenti per lei - in questo caso - la principessa Azzurra. Nan trova il vero amore con Florence, che è poco elegante, un po' corpulenta, certamente non ricca, e spinta a migliorare il mondo; il meno probabile di tutti i personaggi.